# Bandeirantes (romance)
Os Bandeirantes é um romance histórico e de aventuras de José da Silva Mendes Leal, publicado após a sua morte em 1867.
A ação se passa no Brasil nos tempos colonias. O romance sofreu muitas criticas de José de Alencar, por apresentar personagens de características européias que nada tinham a a ver com a realidade do Brasil e sua gente.
A obra também e referenciada como um plágio de Cooper ou Paulo Duplessis.